# Kultura Terramare
     kultura nordyjska
     kultury pól popielnicowych
     kultury pól popielnicowych
     kultura łużycka
     kultura atlantycka
     kultura Terramare
     kultura knowiska
     kultury naddunajskie

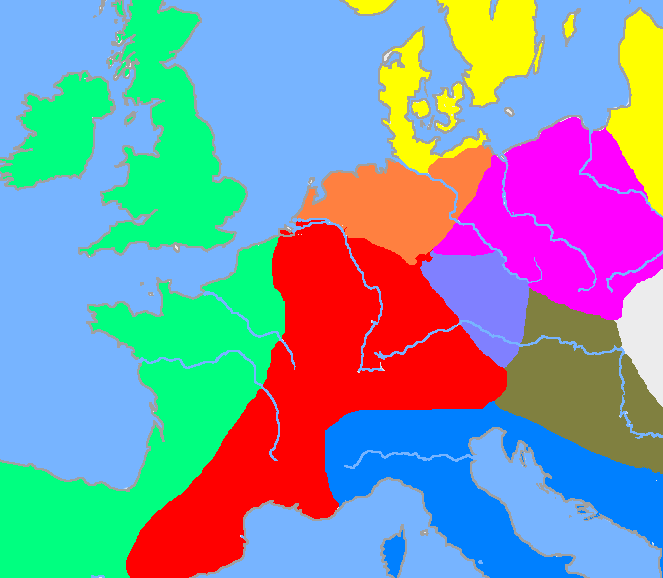
Europa około roku 1200 p.n.e.:
kultura nordyjska
kultury pól popielnicowych
kultury pól popielnicowych
kultura łużycka
kultura atlantycka
kultura Terramare
kultura knowiska
kultury naddunajskie

Kultura terramare to kultura epoki brązu występująca w północnych Włoszech, głównie na Nizinie Padańskiej, w XV-XIII w.p.n.e.

## Geneza
Kultura ta jest kontynuacją kultury Polada zajmującej ten sam obszar. Nazwa kultury terramare pochodzi od określenia terra marna, terminu używanego przez dziewiętnastowiecznych agronomów do opisu urodzajnej ziemi używanej jako nawóz, a pozyskiwanej z wielowarstwowych depozytów archeologicznych, pochodzących z epoki brązu.

## Osadnictwo i budownictwo
Osiedla typu terramare rozwijały się szczególnie na terenie położonym na południe od Padu, na nizinie nadpadańskiej. Wznoszono tu osady obronne (niewielkie 1-2 ha), otoczone wałem i rowem. Konstrukcje te obok znaczenia militarnego służyły też prawdopodobnie jako ochrona przeciwpowodziowa dla osady. Osiedla tego typu były intensywnie zamieszkane i zabudowane budynkami czworobocznymi. Pozostałości tych osad widoczne są jeszcze obecnie w postaci pagórków wznoszących się na nizinie nadpadańskiej na podobieństwo telli z Kotliny Karpackiej. Przez środek osady prowadziła droga. Rozwijały się nadal osiedla palafitowe na jeziorach na północ od Padu.

## Gospodarka
Rozwój rolnictwa. Uprawiano głównie pszenice. Udomowiono i hodowano świnie, owce, kozy, osły, konie.

## Ceramika
Ceramika kultury terramare stanowi kontynuacje ceramiki kultury Polada. Naczynia są zaopatrzone w ucha i uchwyty plastyczne, niekiedy o zoomorficznych kształtach. Spotyka się zdobienie naczyń żłobkami, guzami i girlandami. Naczynia nie są zbyt zróżnicowane w formie.

## Obrządek pogrzebowy
Zmarłych chowano początkowo niespalonych. Dopiero w późniejszych fazach kultury pojawił się ciałopalny obrządek pogrzebowy, który następnie został rozpowszechniony na terenie całej Italii.